# Homeless (canção de Marina Kaye)
"Homeless" é uma canção da artista musical francesa Marina Kaye, sendo o primeiro single de sua carreira e de seu EP de mesmo nome (2015), e seu álbum de estreia Fearless (2015). Composta por Kaye, Mathias Wollo e Nina Woodford, foi lançada em 16 de junho de 2014 através da Capitol Records France. O single é acompanhado de um vídeo musical dirigido por Hugo Becker. "Homeless" é o primeiro lançamento da cantora após vencer o La France a un incroyable Talent, versão francesa do formato britânico Got Talent.

## Desempenho nas paradas musicais
| Tabela musical (2014-15)          | Melhor posição |
| --------------------------------- | -------------- |
| Bélgica (Ultratop 50 de Flandres) | 35             |
| Bélgica (Ultratop 50 da Valônia)  | 1              |
| França (SNEP)                     | 1              |
| Suíça (Schweizer Hitparade)       | 25             |